# Dialytes truncatus
Dialytes truncatus är en skalbaggsart som beskrevs av Melsheimer 1845. Dialytes truncatus ingår i släktet Dialytes och familjen Aphodiidae. Inga underarter finns listade i Catalogue of Life.